# Kościół Podwyższenia Krzyża Świętego w Borecznie
Kościół Podwyższenia Krzyża Świętego w Borecznie – rzymskokatolicki kościół parafialny zlokalizowany na wzniesieniu we wsi Boreczno w powiecie iławskim (województwo warmińsko-mazurskie). Jest siedzibą parafii Podwyższenia Krzyża Świętego.

## Historia i architektura

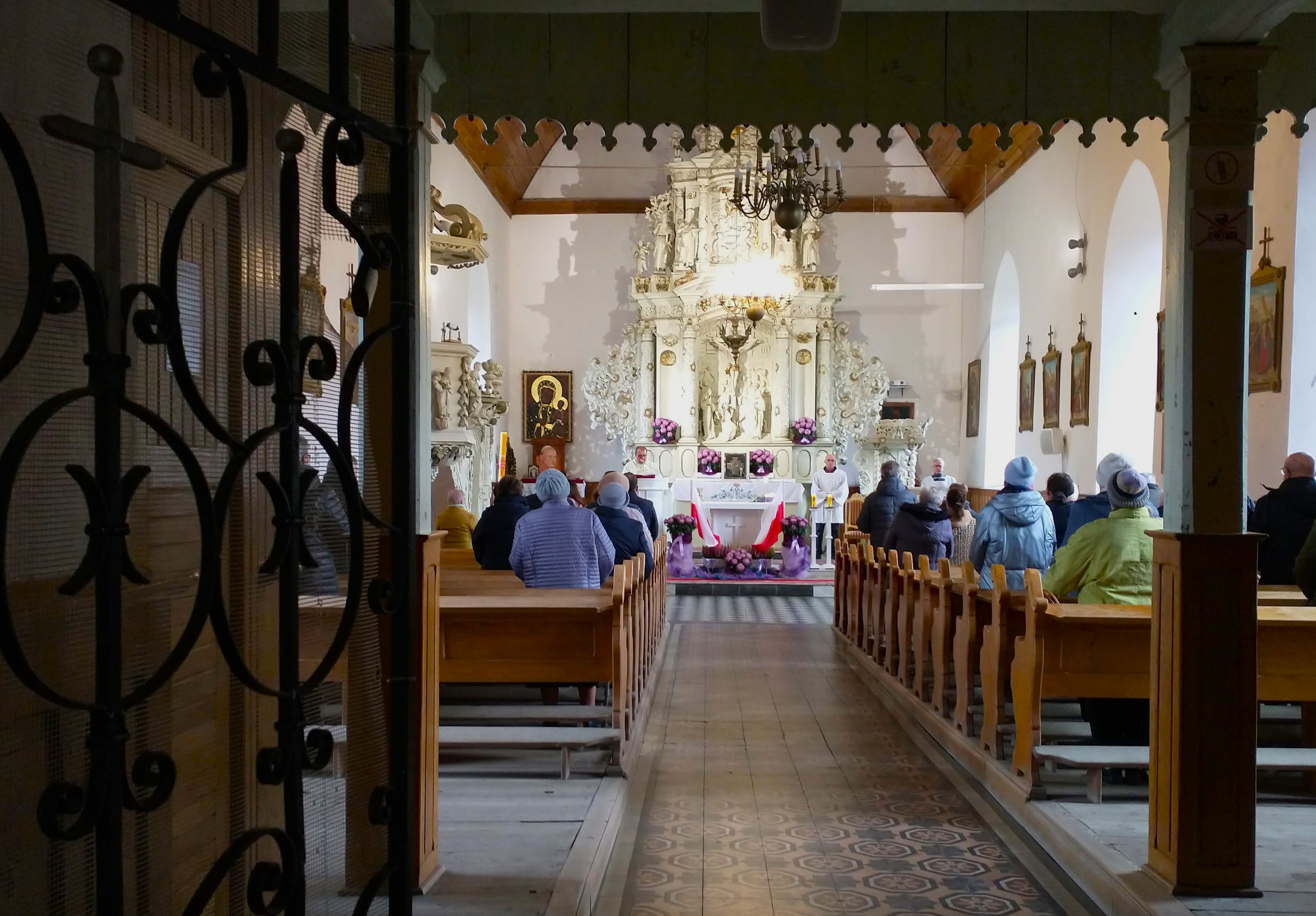
Wnętrze i ołtarz

Kościół stoi przy rozwidleniu dróg na Miłakowo, Zalewo i Jaśkowo, na prostokątnej parceli z kilkoma grobami otoczonej murem z kamieni polnych z charakterystyczną neogotycką bramą.
Obiekt wzniesiono około 1330. Wieża powstała w XIV wieku, ale uległa zniszczeniu w wyniku uderzenia pioruna i odbudowano ją w 1601, restaurowano w 1703, a w 1832 przebudowano i obniżono. Od okresu reformacji do 1945 świątynia pozostawała w rękach protestantów. Nabożeństwa od XVII do XIX wieku głoszono po polsku, gdyż około połowę parafian stanowili Polacy. Część duchownych pochodziła z Mazur.
Świątynia jest salowa, orientowana, murowana, zbudowana z kamieni polnych i cegły (z tego drugiego materiału m.in. fryzy, szczyt, część prezbiterium i przypory). Do bryły przylega od zachodu wieża, a od wschodu zakrystia. Sklepienie nawy jest pozorne kolebkowe, zabezpieczone ściągami żelaznymi. W wieży znajdują się stropy drewniane. Wnętrze nawy jest otynkowane z boazerią. Chór muzyczny jest drewniany, dwupoziomowy, z częścią środkową (prospekt organowy) wysuniętą w kierunku nawy. Posadzka ceramiczna opada w kierunku ołtarza. W prezbiterium posadzka jest marmurowa, część ołtarzowa podniesiona o dwa stopnie. Otwory okienne są ostrołukowe, obustronnie rozglifione, z maswerkami. Dach jest dwuspadowy, kryty karpiówką, a więźba dachowa drewniana, nad nawą storczykowa. Wieża ma dach namiotowy także pokryty karpiówką.

## Wyposażenie
Wyposażenie (ołtarz z 1697, ambona i empora) jest jednorodne, barokowe, w barwie kości słoniowej, z niewielkimi złoceniami. Ołtarz jest drewniany, bogato rzeźbiony i pochodzi z fundacji Jana Albrechta von Schoneich oraz jego żony Marii von Heise. Artysta wzorował się na ołtarzu głównym z Morąga. Organy pochodzą z 1849, a wykonano je z użyciem starszych elementów z poprzedniego instrumentu (początek XVIII wieku). Ławki wykonano po II wojnie światowej.

## Pastorówka
Obok kościoła stoi pastorówka z 1860, od 1945 nie pełniąca tej funkcji. Fundamenty ma z ociosanych kamieni polnych, a ściany zewnętrzne z cegły ceramicznej. Na niektórych cegłach widoczny jest napis Pffarer v. 1860.

## Galeria

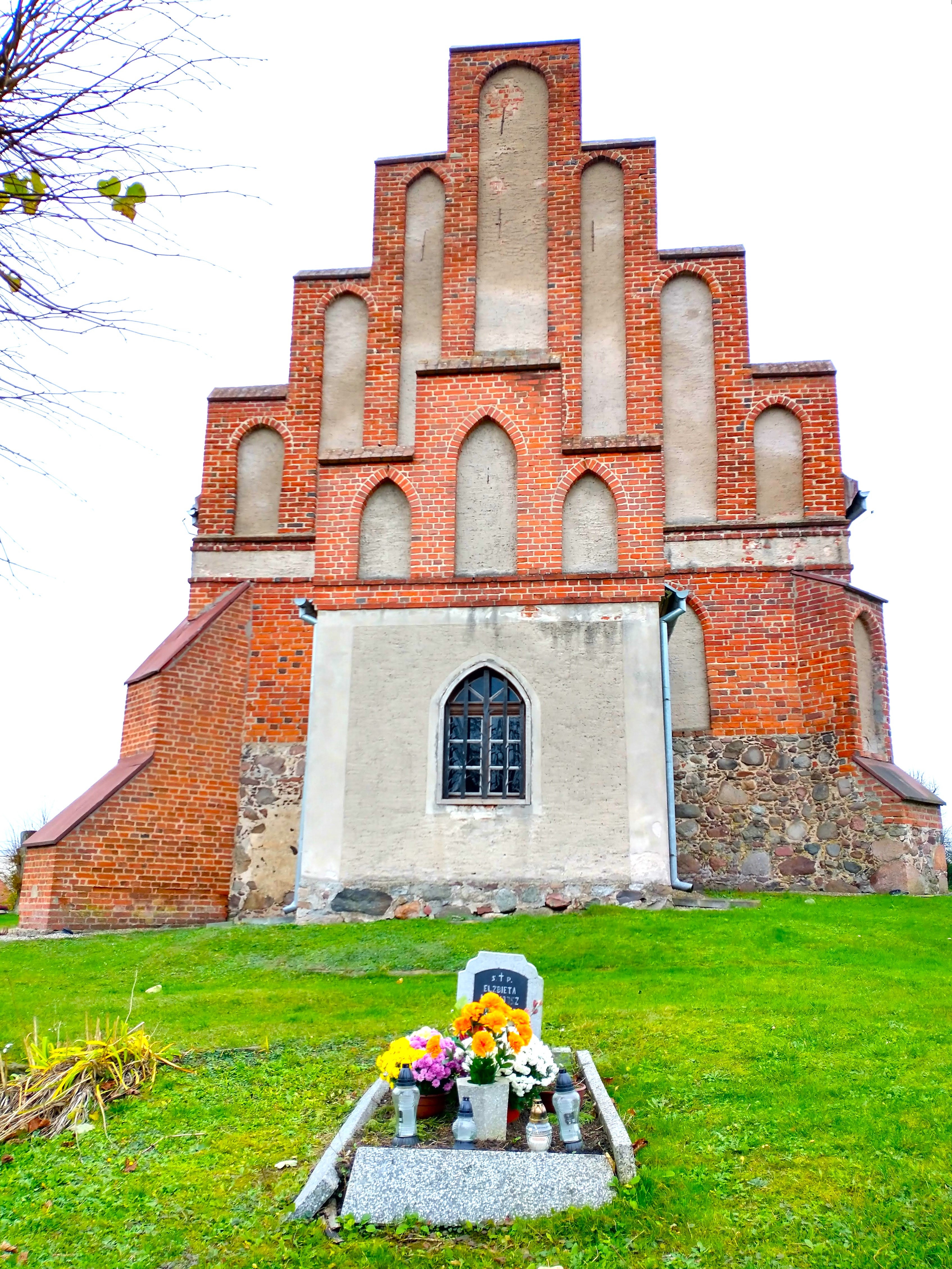
Szczyt i zakrystia
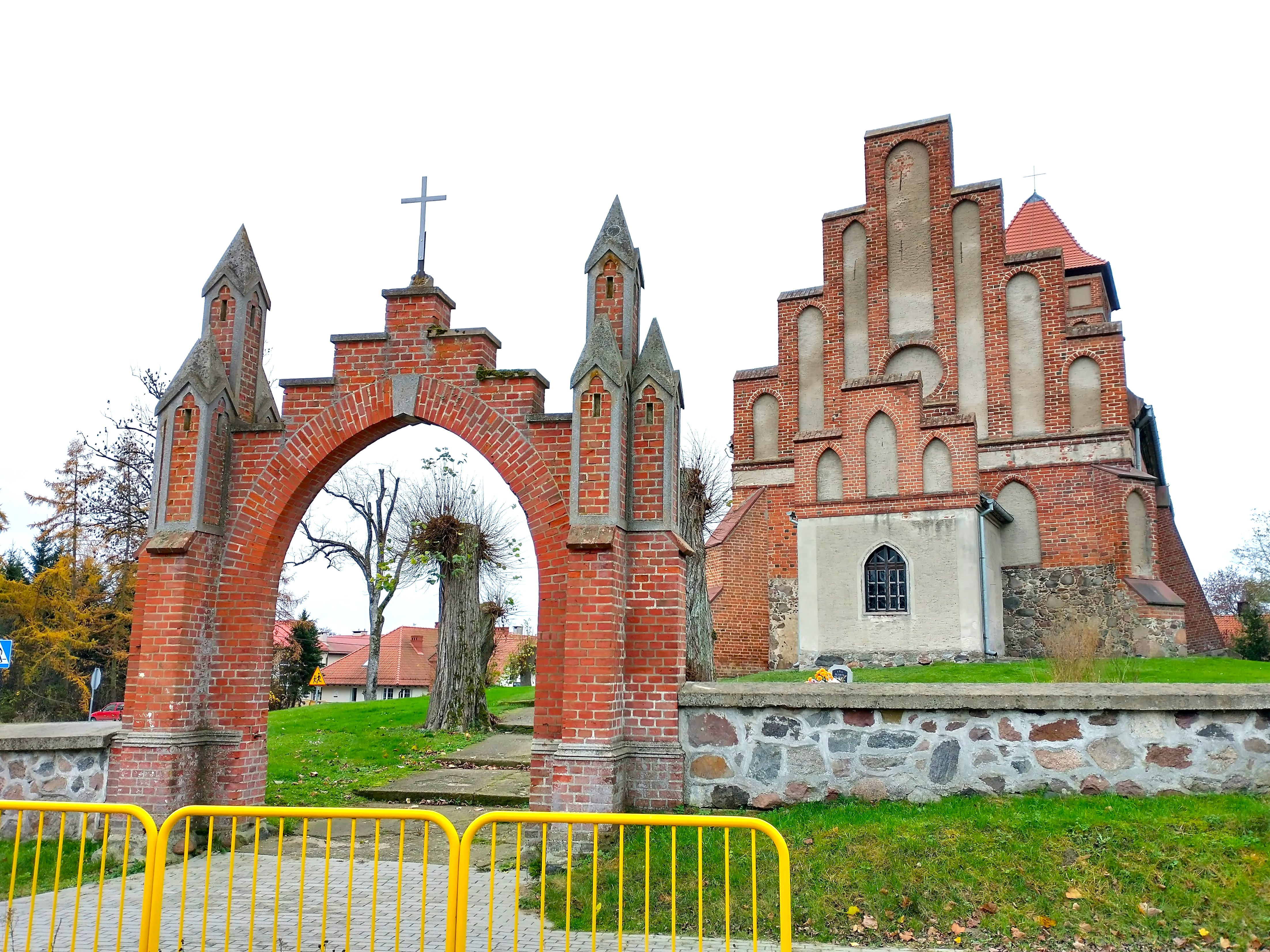
Brama neogotycka
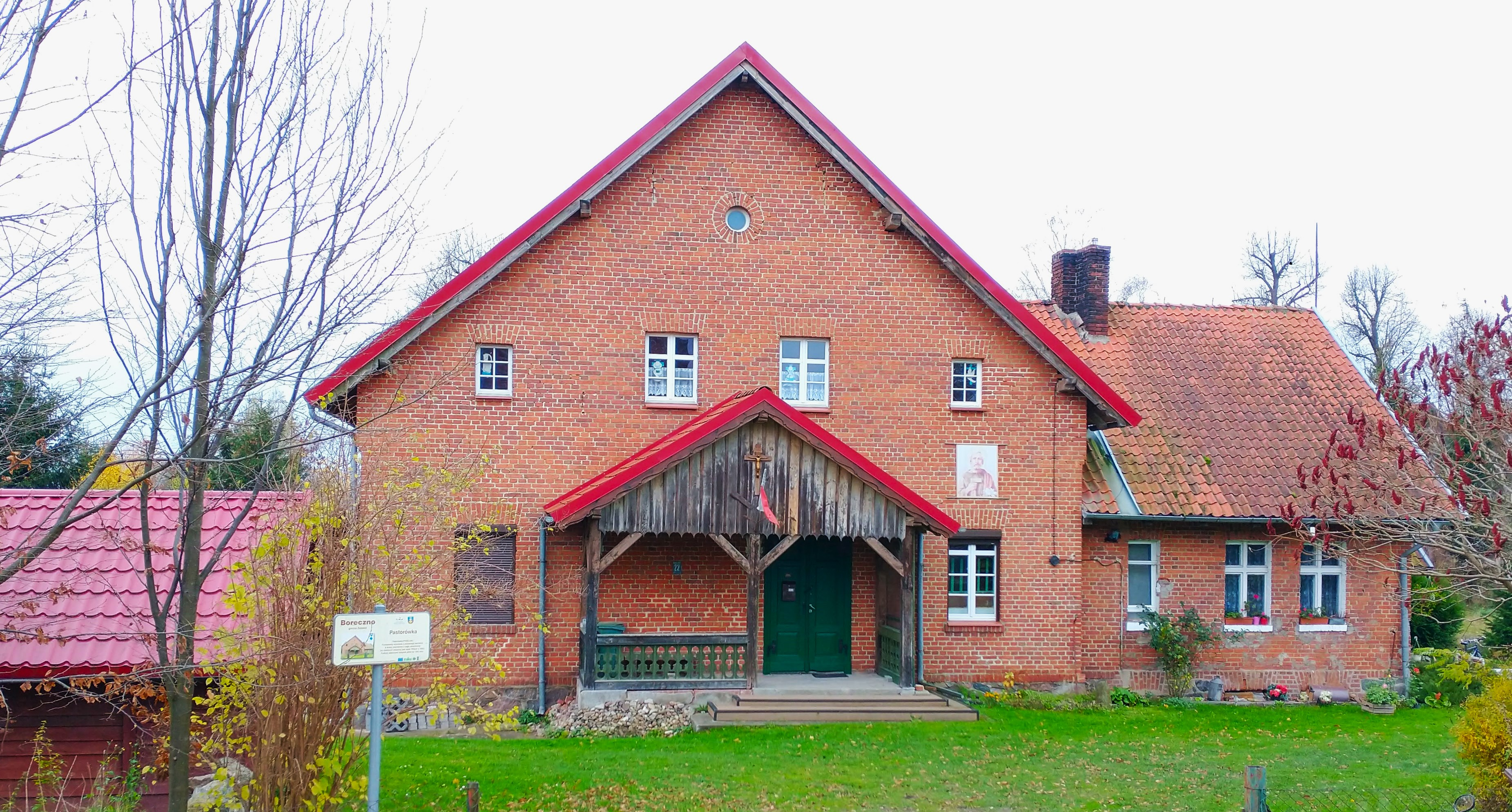
Pastorówka